# Acalypha saxicola
Acalypha saxicola är en törelväxtart som beskrevs av Ira Loren Wiggins. Acalypha saxicola ingår i släktet akalyfor, och familjen törelväxter. Inga underarter finns listade i Catalogue of Life.